# Elbu oja
Elbu oja är ett vattendrag i Estland.   Det ligger i landskapet Pärnumaa, i den sydvästra delen av landet, 110 km söder om huvudstaden Tallinn.